# Янгильдин, Елизар Осипович
Елиза́р О́сипович Янги́льдин (1 сентября 1914, Чураево, Бирский уезд, Уфимская губерния, Российская империя — 13 октября 1994, Йошкар-Ола, Марий Эл, Россия) — марийский советский писатель, переводчик, журналист, редактор. Журналист газеты «Марий коммуна» и редактор Марийского книжного издательства. Участник Великой Отечественной войны. Член ВКП(б) с 1943 года.

## Биография
Родился 1 сентября 1914 года в деревне Чураево ныне Мишкинского района Республики Башкортостан в крестьянской семье.
В 1932 году окончил Бирский педагогический техникум. Работал учителем в Мишкинской школе.
По приглашению своего земляка писателя Я. Ялкайна переехал в Москву. Был корректором, литературным сотрудником Учпедгиза.
Затем переехал в г. Йошкар-Олу Марийской АССР: работал инспектором Наркомпроса Марийской АССР, поступил в Марийский педагогический институт имени Н. К. Крупской.
В 1941 году призван в РККА Оршанским районным военкоматом Марийской АССР. Участник Великой Отечественной войны: разведчик-наблюдатель 780 артиллерийского полка 207 стрелковой дивизии 5 армии на Западном и 1 Белорусском фронте, рядовой. В 1943 году вступил в ВКП(б). С боями дошёл до Венгрии и Австрии. Был ранен. В 1945 году демобилизован из армии в звании старшины. Награждён орденами Отечественной войны II степени, Красной Звезды и медалями, в том числе медалями «За отвагу» и «За боевые заслуги».
После войны долгие годы работал в печати, в том числе в редакции газеты «Марий коммуна», Марийском книжном издательстве.
Скончался 13 октября 1994 года в Йошкар-Оле.

## Литературное творчество
Писать начал в середине 1930-х годов: первые стихи и рассказы публиковались на страницах марийских газет Башкирии, в пионерской газете «Ямде лий». Много переводил общественно-политическую литературу, статьи, очерки, зарисовки о природе, а также художественные произведения для школьных учебников. Публиковался под псевдонимами Вичын Е., Е. Осипов. 
Писал рассказы для детей, в конце 1950 — начале 1960-х годов издал 3 сборника: «Сылне эр» («Прекрасное утро»), «Какшан серыште» («На берегу Кокшат»), «Юл воктене» («На Волге»).
Позже обратился к военной прозе: повести «Берлин марте» («До Берлина»), «Ачам олмешат» («И за отца»).
За многолетнюю работу в органах печати отмечен медалью «Ветеран труда», дважды — Почётной грамотой Президиума Верховного Совета Марийской АССР.

## Основные произведения
Далее представлены основные произведения Е. Янгильдина на марийском языке и в переводе на русский язык: 

### На марийском языке
- Сылне эр: йоча ойлымаш-влак [Прекрасное утро: рассказы для детей]. — Йошкар-Ола, 1957. — 52 с.
- Какшан серыште: ойлымаш-влак [На берегу Кокшаги: рассказы]. — Йошкар-Ола, 1960. — 64 с.
- Юл воктене: ойлымаш-влак [На Волге: рассказы]. — Йошкар-Ола, 1965. — 96 с.
- Берлин марте: повесть [До Берлина]. — Йошкар-Ола, 1966. — 152 с.
- Тыге тӱҥалын: ойлымаш, повесть, шарнымаш [Так начиналось: рассказ, повесть, воспоминания]. — Йошкар-Ола, 1981. — 144 с.
- Ачам олмешат: повесть ден ойлымаш-влак [И за отца: повесть и рассказы]. — Йошкар-Ола, 1985. — 96 с.

### В переводе на русский язык
- Прекрасное утро: рассказ / пер. В. Муравьёва // Зелёная роща. — М., 1976. — С. 7—8.

## Награды

### Трудовые
- Медаль «За доблестный труд. В ознаменование 100-летия со дня рождения Владимира Ильича Ленина»[1]
- Медаль «Ветеран труда»[1]
- Почётная грамота Президиума Верховного Совета Марийской АССР (1953, 1958)[1]

## Боевые
- Орден Отечественной войны II степени (06.04.1985)[2]
- Орден Красной Звезды (05.04.1945)[2]
- Медаль «За отвагу» (СССР) (15.05.1945)[2]
- Медаль «За боевые заслуги» (23.08.1943)[2]
- Медаль «За победу над Германией в Великой Отечественной войне 1941—1945 гг.» (09.05.1945)[2]

## Память
Книги Е. Янгильдина ныне хранятся и выставляются в Национальном музее Республики Марий Эл имени Т. Евсеева, Национальной библиотеке имени С. Г. Чавайна и Республиканской детско-юношеской библиотеке имени В. Х. Колумба.